# Hot
"Hot" (en inglés, "caliente") es una denominación genérica que han utilizado los  musicólogos[cita requerida] para englobar todos los estilos que se desarrollaron en el jazz anterior a 1930. Engloba, por tanto, los estilos Nueva Orleans, Dixieland, Chicago, y Nueva York. De una manera un tanto informal, pero de uso extendido, puede entenderse hot jazz como sinónimo de jazz tradicional, si excluimos de este el estilo  swing
El término ha sido discutido entre la crítica de finales del siglo XX, debido a su utilización ideológica por parte de los sectores más conservadores de la musicología jazzística (Hughes Panassié, Ortiz Oderigo...), aunque su uso es útil desde una perspectiva organizativa y didáctica.

## Qué es elHot
Cronológicamente, los estilos hot abarcan desde las primeras noticias de algo parecido al jazz, aún en el segundo tercio del siglo XIX, hasta la Mainstream (o corriente principal), que desemboca en el Swing de los años 30. De hecho, se utilizaba como un sinónimo de jazz. Frecuentemente, se conocía también como Two Beat jazz.

### Características comunes
Todos los estilos del Hot tienen una serie de características comunes, que trascienden las diferencias que luego se señalarán. Así, podemos afirmar que el Hot se caracteriza por:
- Una sonoridad cálida y apretada, con afinaciones "por aproximación", típicas del concepto vocal de la música de origen africano. Esta concepción, incluso, llevaba a los pianistas, cuyo instrumento no permite aproximaciones, a colocar fieltros bajo los macillos, para "desafinar" el piano.

- La utilización de ritmos propios de marchas militares, en 2/4, y de origen folclórico. En especial, los de tradición afrocubana, como el charleston, el  cakewalk, el black bottom, etc. Una importante influencia en torno a la utilización de instrumentos musicales metálicos vendría del retorno de soldados negros combatientes en la Primera Guerra Mundial que fueran entonces miembros de bandas militares, principalmente la trompeta.

- Polirritmia horizontal, acentuando y sincopando de forma diferente varias versiones rítmicas de un mismo metro básico. En este sentido, todos los instrumentos desarrollan una función rítmica.

- Exposición del tema melódico por el instrumento líder (usualmente la trompeta) mientras los restantes instrumentos tejen, tras él, una maraña de variaciones, como improvisación colectiva.

### La banda tipo
La banda-tipo de hot está integrada por tres instrumentos con misión solista (trompeta, trombón y clarinete), un instrumento armónico-rítmico (banjo) y uno o dos estrictamente rítmicos (batería, y tuba) para marcar los bajos. En los primeros tiempos también era usual el violín, que solía sustituir a alguno de los instrumentos de metal.
Naturalmente, no se trata de un esquema inmutable: de hecho evoluciona conforme se transforma el carácter de la actividad de las bandas. Así, en los estilos más tempranos, en los que los grupos actuaban preferentemente como comparsas publicitarias y en entierros o festejos, el equipo rítmico se fundamentaba con tres instrumentos: tambor-caja, bamboula (tambor de origen afrocaribeño, parecido a un timbal) y tuba. Posteriormente, cuando las bandas no tenían que salir a la calle para atraerse público al local que las contrataba, se introdujo la batería y, más tarde aún, el contrabajo. Igual ocurrió con el banjo, que fue sustituido paulatinamente por el piano y, en raras ocasiones, por la guitarra.

### El nombre
Los músicos de raza negra de Nueva Orleans en los comienzos de lo que ahora llamamos el jazz provenían básicamente de dos grupos sociales: los libertos y los libertinos de amos anglosajones, por un lado, y los criados de franceses por otro. Los del primer grupo solían ser analfabetos, y hablaban entre ellos en inglés. Los del segundo grupo solían haber recibido educación, incluso musical, y entre ellos hablaban en francés, y también hablaban de música en términos técnicos, en francés.
En la vieja Europa, la tradición había venido llamando musica alta a las agrupaciones instrumentales destinadas a la calle o a grandes salones; en estos conjuntos musicales, se empleaba sobre todo instrumentos de metal y de  percusión, como se seguiría haciendo después en las charangas y en las bandas de desfile. Por otro lado, se llamaba musica bassa o baja a las agrupaciones destinadas a las pequeñas salas; en estos conjuntos, se empleaba sobre todo instrumentos de madera y de  cuerda. Las denominaciones acabarían aludiendo también en cierto modo al carácter de la música y a la manera de instrumentar y de tocar.
En Nueva Orleans, los músicos de cultura francesa llamaban tocar haut (en francés, "alto") a lo que se había ido llamando en Europa Música alta, y hablarían de ello a menudo, ya que muchas veces se trataba de tocar en la calle o en locales grandes. Ese concepto de haut, que en principio se refiere al volumen, se puede entender también en cuanto al tono: tal vez una de las razones sea que en el mundo del jazz, y sobre todo del llamado hot jazz y del swing (más dado a las estridencias) sea que hubo abundancia de trompetistas de los llamados "agudistas", es decir, dados a exhibir la capacidad de tocar muy aguda, con un instrumento con el que en principio es bastante difícil hacerlo.
Según algunos autores, los músicos de lengua inglesa habrían interpretado la palabra francesa haut asimilándola con la inglesa hot ("caliente"), y de esta manera se habría tendido a identificar el tocar a un volumen alto junto a la improvisación, la estridencia y el tocar con espontaneidad con este estilo. La posterior difusión del concepto de  cool, en principio por parte de gente cercana a la música, pero no dedicada a ella (periodistas, críticos, etc.), como algo opuesto al hot (es decir: como algo más deliberado y estudiado) consolidó el equívoco.

## El nacimiento del jazz

### Orígenes
Las formas más tempranas de Jazz Hot, surgen como consecuencia de la conjunción de una serie de factores sociales y musicales:
- La liberación de los esclavos tras la Guerra de Secesión (1865) y la desaparición de un gran número de explotaciones agrícolas, origina un grupo social, económicamente marginado, que se apiñó en las urbes del sur, especialmente en Nueva Orleans, entonces un puerto importante. Se organizaban reuniones para bailar y tocar música en Congo Square.

- La disgregación de las bandas militares facilitó un mercado de instrumentos de segunda mano, baratos, muy propicio para que los negros pudieran buscar su oportunidad de supervivencia en un terreno abonado para ellos, como la música, especialmente en compañías de vodevil y de minstrel.

- Las influencias de ciertos ritmos de origen latino en la música afroamericana habían originado una serie de estilos, eminentemente pianísticos, que gozaban de gran popularidad en fiestas y bares. Especialmente, deben tenerse en cuenta el Ragtime, el Boogie Woogie (que se produce al duplicar los cuatro tiempos del blues y utilizar ritmos africanizantes como el jump) y otros bailes como el zydeco, música del folclore cajún de los franceses de los pantanos de Florida.

- La legalización del juego y de la prostitución, hacia 1870, dieron un pulso agitado a las noches de Nueva Orleans, especialmente al barrio conocido como Storyville, donde se instalaron cientos de lupanares,  honky tonks y bares. La rivalidad comercial entre ellos fomentó la música en vivo.

- La costumbre sureña de acompañar a los fallecidos hasta el cementerio con música (de larga tradición africana) había adoptado unos moldes rígidos que se adaptaron muy bien a las nuevas bandas: la marcha hacia el cementerio se hacía con una melodía, generalmente espirituales negros, cantada en tempo muy lento, en compás de 4/4; el regreso, por el contrario, se realizaba en un compás de 2/4 vivo, propio de la contradanza.

### Primeras bandas
Las primeras bandas conocidas datan de la posguerra de Secesión. Algunos autores citan, ya en 1863, la del cornetista Sam Thomas, en Memphis, o la de Louis Ned, en 1874. En el entierro del presidente  Garfield (1881), intervinieron bandas como la de James L. Harris y la de Robert Baker, y para la última década del siglo, prácticamente todos los locales nocturnos de Nueva Orleans tenían banda propia, siendo la más conocida la del Kelly's Stables.
La música que hacían estas bandas, por supuesto, no ha trascendido más que en tradición oral, pero es evidente que debía consistir, esencialmente, en variaciones sobre temas folclóricos negros muy conocidos, marchas e himnos; pero, fuera cual fuera el contenido inicial de su música, al finalizar el siglo XIX, todas tocaban ragtime.

## Evolución del Hot

### El estilo Nueva Orleans
Convencionalmente, se denomina "estilo Nueva Orleans" o New Orleans a la versión más elemental del hot. Aún no se ha desprendido de las influencias del minstrel y lleva al extremo las características antes enumeradas. Las improvisaciones, en el sentido que hoy las conocemos, no existían; de hecho, los solistas elaboraban largas variaciones melódicas sobre el tema principal (usualmente integrado por dos canciones diferentes), en tempos muy lentos o medios, nunca rápidos. Las bandas eran ambulantes y solían preferir siempre interpretar espirituales, marchas y cantos de origen afrocubano.
Es una escuela de bandas célebres, como la de Johnny Schenk (1893), la de John Robechaux (1895), la del cornetista Freddie Keppard (1900-1909), y otras de renombre histórico como la Onward Brass Band, la Eagle Band o la Tuxedo Brass Band del trompeta Papa Celestin, ésta anterior al cambio de siglo. También estaban las bandas del cornetista Papa Mutt Carey, que se reputa como el introductor de la sordina de desatascador (plunger) y su típico efecto de wah-wah, y que tenía a Sidney Bechet en el clarinete; o la Original Creole Orchestra, etc.
Sin embargo, el más importante de los músicos de Nueva Orleans fue, sin duda alguna, el cornetista Buddy Bolden, quien tuvo una banda repleta de nombres famosos (Bunk Johnson, Big Eye Nelson,...) entre 1890 y 1907, año en que ingresó en un manicomio. Otro músico importante de la época, fue Lorenzo Tio.

### El Dixieland
A poco de comenzar el siglo XX, los blancos y criollos pobres del Delta del Misisipi comienzan a interesarse por el Hot y su influencia produce algunas variaciones en la forma de tocar de las bandas de Nueva Orleans: se desarrollan más las improvisaciones, se agilizan los tempos y se buscan estructuras rítmicas menos "africanas". Además, se introducen el piano y el saxofón, y se desarrollan técnicas instrumentales nuevas, como el estilo tailgate de los trombonistas.
El dixieland está en la base del Jazz que se ha tocado en las décadas posteriores y corresponde al sonido que, hoy en día, cualquiera asocia con jazz de Nueva Orleans.
Sus principales figuras fueron, en una primera época, el corneta Papa Jack Laine; el trompetista Nick La Rocca y sus  Original Jass; los Louisiana Five de Anton Lada y del trombonista  Edward "Kid" Ory, o los New Orleans Rhythm Kings. En la década de los 40, el Dixieland disfrutó de un poderoso revival, obteniendo éxito mundial grupos como los Dukes of Dixieland, de los hermanos Frank y Fred Assunto, y aún hoy en día existen bandas con nombres de tan rancio sabor como " Tuxedo" u "Onward".

### La escuela de Chicago
Cuando finaliza la Primera Guerra Mundial y se cerró Storyville (1917), los músicos locales emigraron, dentro de un movimiento masivo en busca de la industria norteña, hacia las ciudades de los Grandes Lagos, especialmente  Chicago, que en los años de la Ley Seca también tenía una vida nocturna agitada y propicia para vivir de la música.
En esta emigración se embarcaron músicos de renombre, como el corneta Joe King Oliver, el trombonista George Brunis, el pianista Jelly Roll Morton, los clarinetistas Johnny Dodds y Sidney Bechet y otros, así como un buen número de jóvenes promesas, como Louis Armstrong (entonces segundo corneta en la banda de King Oliver), el baterista Zutty Singleton, etc.
En Chicago se desarrolló un estilo más crudo y dinámico, con un lenguaje escueto y lacónico, desbrozado de adornos. El sonido perdió plasticidad al ajustarse la afinación por influencia de los músicos blancos y abandonarse la desincronización propia de la  rítmica africana, pero, por el contrario, se desarrolló enormemente el concepto de improvisación individual, dejando los pasajes polifónicos para el ciclo final (Sock chorus). El material temático tendió hacia un abandono de los  rags y stomps y su sustitución por canciones de influencia europea, con arreglos musicales escritos.
Las principales figuras plenamente Chicagoans, fueron los cornetistas Bix Beiderbecke, Muggsy Spanier, Jimmy McPartland y Wingy Manone, el trombonista Jack Teagarden y el guitarrista Eddie Condon; aunque también de esta época (y escuela), datan las grabaciones más famosas de los Hot Five de Louis Armstrong y de los King Oliver's Dixie Syncopators.

### LaMainstreamy la escuela de Nueva York
Para finales de la década de 1920, prácticamente todos los jazzmen del sur, y un buen número de Chicagoans, se habían instalado en Nueva York, buscando los magníficos sueldos que se pagaban en sus locales nocturnos, algunos tan famosos como el Cotton Club de Harlem. La escena neoyorkina la controlaban músicos como Louis Mitchell, Jimmy Reese Europe, Willie "The Lion" Smith, el pianista Fats Waller o el saxofonista Don Redman.
En Nueva York, el Hot perdió definitivamente un buen número de sus características, sustituyéndose la improvisación colectiva por pasajes orquestales arreglados, estructurándose los temas en forma más rígida y adaptándose definitivamente a una peculiar forma de llevar el ritmo, que en el sur llamaban swing. Además, el papel de orquestas de baile que empezaban a tener las bandas, cada vez más numerosas en instrumentistas, y el hecho de que el público blanco, al bailar, se desconcertaba fácilmente si no percibía con claridad la estructura melódica, llevaron a las orquestas a tocar derecho (straight), es decir, sólo el tema principal, o a reducir las improvisaciones a unos pocos compases.
Esta corriente, que se convirtió en mayoritaria (Mainstream), propició el primer gran cambio conceptual en la historia del jazz, con la aparición del swing.